# Super Bowl XIX
Super Bowl XIX je bio završna utakmica 65. po redu sezone nacionalne lige američkog nogometa. U njoj su se sastali pobjednici NFC konferencije San Francisco 49ersi i pobjednici AFC konferencije Miami Dolphinsi. Pobijedili su 49ersi rezultatom 38:16, te tako osvojili svoj drugi naslov prvaka.
Utakmica je odigrana na Stanford Stadiumu u Stanfordu u Kaliforniji, kojem je to bilo prvo domaćinstvo Super Bowla.

## Tijek utakmice
| Četvrtina | Vrijeme | Momčad | Informacija o promjeni rezultata                                                       | Rezultat | Rezultat |
| Četvrtina | Vrijeme | Momčad | Informacija o promjeni rezultata                                                       | 49ers    | Dolphins |
| --------- | ------- | ------ | -------------------------------------------------------------------------------------- | -------- | -------- |
| 1         | 7:24    | MIA    | field goal (von Schamann)                                                              | 0        | 3        |
| 1         | 3:12    | SF     | touchdown dodavanjem (Montana-Monroe), uspješan pokušaj za dodatni poen (Wersching)    | 7        | 3        |
| 1         | 0:45    | MIA    | touchdown dodavanjem (Marino-Johnson), uspješan pokušaj za dodatni poen (von Schamann) | 7        | 10       |
| 2         | 11:34   | SF     | touchdown dodavanjem (Montana-Craig), uspješan pokušaj za dodatni poen (Wersching)     | 14       | 10       |
| 2         | 6:58    | SF     | touchdown probijanjem (Montana), uspješan pokušaj za dodatni poen (Wersching)          | 21       | 10       |
| 2         | 2:05    | SF     | touchdown probijanjem (Craig), uspješan pokušaj za dodatni poen (Wersching)            | 28       | 10       |
| 2         | 0:12    | MIA    | field goal (von Schamann)                                                              | 28       | 13       |
| 2         | 0:00    | MIA    | field goal (von Schamann)                                                              | 28       | 16       |
| 3         | 10:12   | SF     | field goal (Wersching)                                                                 | 31       | 16       |
| 3         | 6:18    | SF     | touchdown dodavanjem (Montana-Craig), uspješan pokušaj za dodatni poen (Wersching)     | 38       | 16       |

## Statistika utakmice

### Statistika po momčadima
| Statistika                                                      | San Francisco 49ers | Miami Dolphins |
| --------------------------------------------------------------- | ------------------- | -------------- |
| Prvih pokušaja                                                  | 31                  | 19             |
| Ukupno osvojenih jardi                                          | 537                 | 314            |
| Broj napada probijanjem                                         | 40                  | 9              |
| Ukupno jardi osvojenih probijanjem                              | 211                 | 25             |
| Broj napada s kompletiranim dodavanjem/ukupno napada dodavanjem | 24/35               | 29/50          |
| Ukupno jardi osvojenih dodavanjem                               | 326                 | 289            |
| Izgubljenih lopti                                               | 2                   | 2              |
| Prekršaji (izgubljenih jardi)                                   | 2 (10)              | 1 (10)         |
| Vrijeme posjeda lopte (min:s)                                   | 37:11               | 22:49          |

### Statistika po igračima
| Quarterback      | Dodavanja* | Yds** | TD*** | Int**** |
| ---------------- | ---------- | ----- | ----- | ------- |
| Joe Montana (SF) | 24/35      | 331   | 3     | 0       |
| Dan Marino (MIA) | 29/50      | 318   | 1     | 2       |

Napomena: * - broj kompletiranih dodavanja/ukupno dodavanja, ** - ukupno jardi dodavanja, *** - broj touchdownova (polaganja), **** - broj izgubljenih lopti